# Domas Petrulis
Arūnas Dudėnas (ur. 11 września 1981 w Poniewieżu) – litewski polityk, poseł na Sejm Republiki Litewskiej.

## Życiorys
W latach 2000–2004 studiował politologię na Uniwersytecie Witolda Wielkiego. W 2006 uzyskał tytuł magistra polityki porównawczej. Od 2005 pracował w firmie zajmującej się sprzętem biurowym w Kownie. Następnie w  latach 2007-2008 pracował w prywatnej firmie UAB "Lietuviškos mugės". Od 2008 był związany z Litewskim Centrum Wystawowo-Konferencyjnym "Litexpo", a w latach 2010-2012 pełnił stanowisko dyrektora handlowego w UAB "Selreta".
W 2012 przyjął propozycję kandydowania do Sejmu z ramienia Litewskiej Partii Socjaldemokratycznej. W wyborach w 2012 uzyskał mandat posła na Sejm Republiki Litewskiej.